# Conrado de Antioquia
Conrado de Antioquia (em italiano:  Corrado d'Antiochia; nascido entre 1240-42, falecido depois de 1312) foi um descendente de um ramo ilegítimo da dinastia imperial Staufer e um nobre do Reino da Sicília. Era o filho mais velho de Frederico de Antioquia, vigário imperial da Toscana, e Margherita di Poli. Era, portanto, neto do imperador Frederico II (reinando ente 1220–50), sobrinho do rei Manfredo da Sicília (1258–66) e primo do rei Conradino da Germânia (1266–68). Seu sobrenome, que é contemporâneo, vem de sua avó paterna, amante de Frederico II de Antioquia. Ele pode ser chamado de "Conrado I" para distingui-lo de seus descendentes com o mesmo nome.
Sua atividade estava focada principalmente ao norte do Reino da Sicília e nos Estados Papais. Sob Manfredo, governou vários condados e ocupou vários castelos em feudos na região de Abruzos. Lutou como representante de Manfredo para reafirmar o controle Staufer da Itália central. Após a morte do rei da Sicília, foi forçado ao exílio pela conquista angevina. No exílio, Conradino o elevou na hierarquia, concedendo-lhe o título de Príncipe de Abruzos e participou da tentativa de Conradino de recuperar o reino. Após o fracasso deste em 1268, Conrado se tornou um prisioneiro de guerra até 1272. Os quarenta anos restantes de sua vida foram passados em silêncio em seu castelo em Anticoli, exceto pelos anos de 1282 a 1286, no início da Guerra das Vésperas, quando lançou várias invasões e ataques a Abruzos. Estes, em última análise, não conseguiram abalar o controle angevino.

## Início da vida

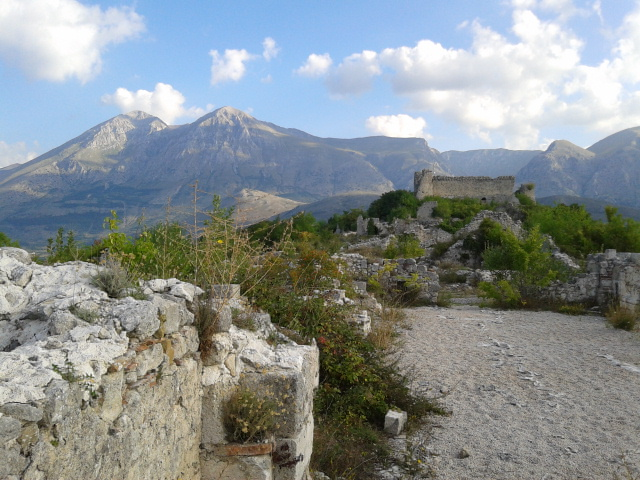
Ruínas do castelo de Alba hoje

Conrado nasceu provavelmente no mesmo ano do casamento de seus pais (1240) ou no ano seguinte. Seu pai morreu em 1256 e ele herdou os condados de Alba, Celano e Loreto, bem como numerosas possessões feudais nas montanhas Ruffi, ao redor do rio Aniene e na Marsica. Uma delas, a cidade de Anticoli Corrado, hoje leva seu nome. Recebeu também Saracinesco, Mola, Sambuci, Rocca dei Sorci, Rocca dei Murri e o castelo de Piglio.
Nada se sabe da infância ou juventude de Conrado. Ele é mencionado pela primeira vez no Chronicon Lauretanum para o ano de 1258, quando já exercia o comando de Abruzos. Compareceu ao parlamento convocado por seu tio em Foggia em setembro e outubro, onde foi confirmada sua posse dos condados de Alba, Celano e Loreto, e recebeu o condado de Abruzos e algumas pequenas propriedades na Calábria.
Em algum momento entre 1258 e 1261, Conrado casou-se com Beatrice Lancia, filha de Galvano Lancia, grão-marechal da Sicília. Tiveram cinco filhos e três filhas. Dois de seus filhos, Bartolomeo (1260–1311) e Francesco (1265–1320), ocuparam sucessivamente o cargo de arcebispo de Palermo; duas de suas filhas, Costanza (1270–1304) e Giovanna (1280–1352), casaram-se com os irmãos Bartolomeo I e Cangrande I della Scala, respectivamente. Sua filha mais nova, Giovanna, era a última descendente patrilinear conhecida da família Staufer.

## Vicariatos em Ancona e Spoleto
Em 1256, Manfredo, ainda agindo apenas como regente em nome de seu sobrinho Conradino, afirmou os direitos deste à Romanha, à Marca de Ancona e ao Ducado de Espoleto, os quais o Papado também reivindicou. Em um colóquio geral em Nápoles em outubro de 1261, Manfredo, agora rei, nomeou Conrado seu vigário geral na Marca, no Ducado e na Romanha e o encarregou de liderar uma invasão para capturar as províncias disputadas. O exército que ele recebeu era composto quase inteiramente de sarracenos de Lucera.
Conrado invadiu o Ducado de Espoleto no verão de 1262. Seu ataque ao próprio Espoleto falhou, mas com a ajuda da cidade de Matelica ele conseguiu tomar a fortaleza de Castel Santa Maria da cidade de Camerino. Passou a conquistar a fidelidade de Manfredo a maioria das cidades da Marca de Ancona através de uma combinação de ameaças, doações e concessão de privilégios. Em dezembro de 1263, depois de mais de um ano de campanha, foi capturado por trapaça enquanto sitiava Treia e preso no calabouço da torre. Seu sogro liderou vários ataques malsucedidos à cidade em um esforço para forçar sua libertação, mas conseguiu tirar Conrado da cidade em janeiro de 1264. Havia suspeita de que o podestà, Baglione Baglioni, havia sido corrompido, uma acusação que o Papa Clemente IV ainda estava nivelando em 1266.
Conrado permaneceu na Marca de Ancona ao longo de 1264, pelo qual foi excomungado pelo Papa Urbano IV. Em 1265, ele retornou aos seus feudos em Abruzos.

## Invasão angevina da Sicília
Em 1265, com a invasão da Sicília pelo Conde Carlos de Anjou iminente, Conrado conferenciou com Manfredo em Lucera. Ele então retornou a Abruzos para levantar tropas. Ainda estava lá quando Carlos invadiu o reino e derrotou Manfred na Batalha de Benevento em 26 de fevereiro de 1266. Conrado teve vários confrontos com os partidários de Carlos em Abruzos, mas com a morte de Manfredo em batalha, ele decidiu se esconder nas montanhas com seu sogro, Galvano, e o irmão deste, Federico.
Embora Conrado e os irmãos Lancia se oferecessem para se submeter a Carlos, sua oferta foi rejeitada. Eles tentaram fugir para a Calábria, mas isso se mostrou impossível com os espiões do conde de Anjou vasculhando as montanhas. Os fugitivos então cruzaram o território papal e apelaram para Clemente IV, oferecendo submissão completa se o papa intercedesse em seu nome junto a Carlos. Clemente concordou e, com a aprovação do angevino, suspendeu a excomunhão de Conrado. De acordo com o Chronicon Lauretanum, no entanto, Carlos ignorou as ofertas de mediação do papa. Ele finalmente capturou Conrado e o aprisionou em um local secreto.
Em janeiro de 1267, Conrado escapou de sua prisão junto com um companheiro, Giovanni di Mareri. Ele se refugiou em seu castelo em Saracinesco. O conde de Anjou ameaçou matar a filha dele, Beatrice, a quem havia tomado como refém enquanto o pai ainda negociava sua submissão, mas foi dissuadido pela chegada iminente de um exército sob Conradino, o pretendente Staufer ao reino da Sicília.

## Invasão de Conradino
Em outubro de 1267, Conrado encontrou seu primo, Conradino, em Verona, enquanto este preparava seu avanço para a Sicília. Ele realizou o ato de homenagem ao primo e ofereceu seus serviços. Em troca, Conradino emitiu uma carta confirmando a Conrado todos os feudos que ele manteve sob Manfredo e concedendo-lhe o novo título de Príncipe de Abruzos (princeps Aprutii). Apesar da honra e do posto que isso implicava (o mais alto abaixo do rei), Conrado parece nunca ter usado o título.
Em novembro, Henrique de Castela, senador de Roma e líder do partido pró-Staufer gibelino, prendeu os líderes da facção pró-angevina guelfos e os encarcerou em Saracinesco sob a vigilância da mãe de Conrado, Margherita, e esposa, Beatriz. Em resposta a isso, em 25 de abril de 1268, Clemente IV emitiu a bula Die coena Domini, excomungando Conradino e seus seguidores, incluindo Conrado de Antioquia.
Conrado seguiu seu primo a Roma, onde sua entrada em 24 de julho de 1268 foi saudada com festividades organizadas pelos gibelinos. Quando o exército de Conradino entrou no território siciliano alguns dias depois, Conrado liderava um contingente de milícias toscanas. Ele foi capturado na Batalha de Tagliacozzo (23 de agosto) junto com o rei. Este último foi executado por Carlos em 29 de agosto, mas Conrado, que estava preso em Palestrina, foi poupado pela intercessão do cardeal Giovanni Gaetano Orsini (o futuro papa Nicolau III), cujos dois irmãos, Napoleone e Matteo, estavam entre os prisioneiros mantidos pela esposa de Conrado. Finalmente, em meados de setembro, os dois irmãos foram libertados e, em troca, Conrado foi transferido para a custódia papal.

## Prisão e fidelidade papal
Clemente IV morreu em novembro de 1268, e durante a longa eleição papal que se seguiu, Conrado foi mantido em confinamento em Viterbo (onde os cardeais estavam elegendo um novo papa). Gregório X foi finalmente eleito em setembro de 1271. Em março de 1272, logo depois que Gregório chegou a Viterbo, o libertou e o recebeu em troca um juramento de fidelidade. Também suspendeu sua excomunhão uma segunda vez.
Após sua libertação, Conradino foi para Anticoli, seu feudo no Estado Papal. Seu tio Enzio, como o pai de Conrado, um filho ilegítimo de Frederico II, morreu na prisão em 6 de março de 1272 e em seu testamento, feito pouco antes de sua morte, legou a Conrado o condado de Molise, que ele havia ocupado no reino da Sicília. Este legado fazia sentido do ponto de vista dinástico, pois Conrado era, após a morte prematura de Conradino, a única pessoa capaz de reconstruir o poder da família na Itália e Molise estava ao lado de suas terras em Abruzos. De sua parte, cumpriu parcialmente o testamento de Enzio ao ocupar a cidade de Macchia em Molise.
Nada se sabe das atividades de Conrado entre 1272 e 1282. É provável, no entanto, que ele estivesse entre aqueles partidários dos Staufer, como João de Prócida, que encorajou Pedro III, rei de Aragão, a conquistar o reino da Sicília em nome de sua esposa, Constança, filha do rei Manfredo.

## Guerra das Vésperas
Após as vésperas sicilianas em março de 1282, Pedro de Aragão invadiu a Sicília. Ele desembarcou na ilha em agosto, e em outubro escreveu a Conrado de Messina instando-o a invadir Abruzos de sua base em Anticoli. Este foi o início de uma guerra que duraria até 1302.

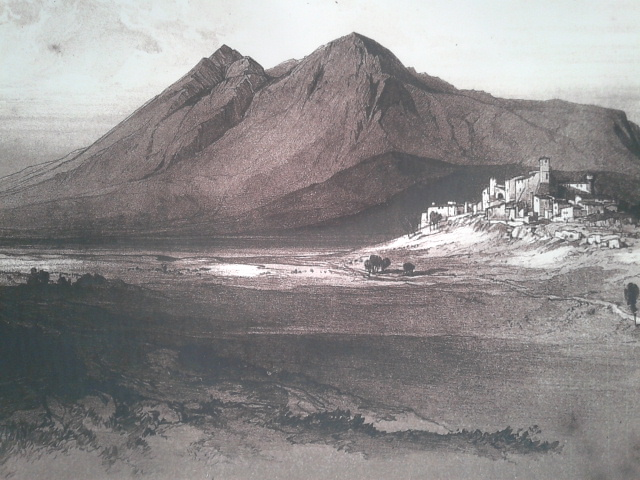
Castelo e cidade de Alba como representados antes da modernização no século XIX (detalhe da ilustração de Edward Lear)

Em resposta ao chamado de Pedro, Conrado tentou conquistar as fortalezas ao longo da fronteira siciliana por meio de negociações secretas. O Papa Martinho IV exigiu que ele desistisse e, quando não o fez, declarou-o excomungado pela terceira vez em 23 de novembro. Ele então invadiu Abruzos com uma pequena força para realizar uma guerra de guerrilha. Muitas vezes teve o apoio do povo e capturou os castelos de Antrodoco, Frontino, Mareri e Petrella Liri. Em junho de 1283, o filho e herdeiro de Carlos de Anjou, Carlos, Príncipe de Salerno, que atuava como regente enquanto seu pai levantava tropas e navios na França, ordenou o desmantelamento de vários castelos perto da fronteira para evitar que caíssem nas mãos de Conrado.
Após a vitória aragonesa na Batalha do Golfo de Nápoles (5 de junho de 1284), onde o príncipe de Salerno foi capturado, Conrado liderou outra invasão de Abruzos, desta vez com o objetivo de recapturar seu condado e castelo de Alba. Neste primeiro esforço, ele foi detido perto do castelo de Celle por Stefano Colonna, senhor de Genazzano no Estado Papal, que atuava como homem do papa. Ele continuou a planejar a ocupação de Abruzos, mesmo recebendo dinheiro de Constança na Sicília. A morte do conde de Anjou em janeiro de 1285 proporcionou uma segunda oportunidade, e Conrado ocupou com sucesso vários castelos de Abruzos e até mesmo o condado de Alba em 1286. Ele foi incapaz de segurá-los por muito tempo. O papa enviou um exército sob o comando de Giovanni d'Appia para desalojá-lo e Conrado recuou para Anticoli.

## Aposentadoria e morte
A terceira invasão de Abruzos foi o último grande ato político de sua vida. Ele viveu seus dias em Anticoli, onde ainda morava em 1301. De acordo com a Historia Augusta de Albertino Mussato, um contemporâneo, em 7 de maio de 1312 um idoso Conrado foi a Roma à frente de cinquenta cavaleiros para saudar a chegada de Henrique VII da Germânia para sua coroação imperial. Esta foi uma grande reunião de gibelinos, que esperavam que o imperador restabelecesse o império na Itália.
É provável que a morte de Carlos I tenha aberto o caminho para a reconciliação com o príncipe de Salerno, agora Carlos II, pois Conrado conseguiu transmitir aos seus descendentes vários feudos em Abruzos e na Calábria. Ele também recebeu de Pedro de Aragão o condado de Capizzi na Sicília. Em algum momento após sua morte, seus descendentes se dividiram em dois ramos: um em Anticoli e Piglio e outro em Capizzi. A linha de Capizzi morreu no século XIV, enquanto a de Anticoli sobreviveu mais um século.